# ناحیه کوریگرام
ناحیهٔ کوریگرام (به لاتین: Kurigram District) یک ناحیه در بنگلادش است که در استان رنگ‌پور واقع شده‌است.

## خصوصیات
ناحیه کوریگرام ۲٬۲۹۶٫۱۰ کیلومترمربع مساحت و ۲٬۰۶۹٬۲۷۳ نفر جمعیت دارد.